# Quick & Brite
Quick & Brite is een band uit Nederland. Ze maken vooral Chinees traditionele, Duitstalige en live-elektronica-muziek.

## Over de band
Quick & Brite heeft drie bandleden: Toni Little, Mike.tv en The Happy Barber. Na hun debuutalbum 'Young Urban Professionals' zijn de drie jongens bezig geweest met andere dingen. Ze hebben een eigen media label opgericht, genaamd FAKE. Er wordt in hun optredens live gebruikgemaakt van drums en mengpanelen. Ze wonnen in 2000 de Grote Prijs van Nederland. The Happy Barber is de drummer van de band. Ook is hij verantwoordelijk voor de kapsels van zijn bandleden.